# フリードリヒ4世 (シュヴァーベン大公)

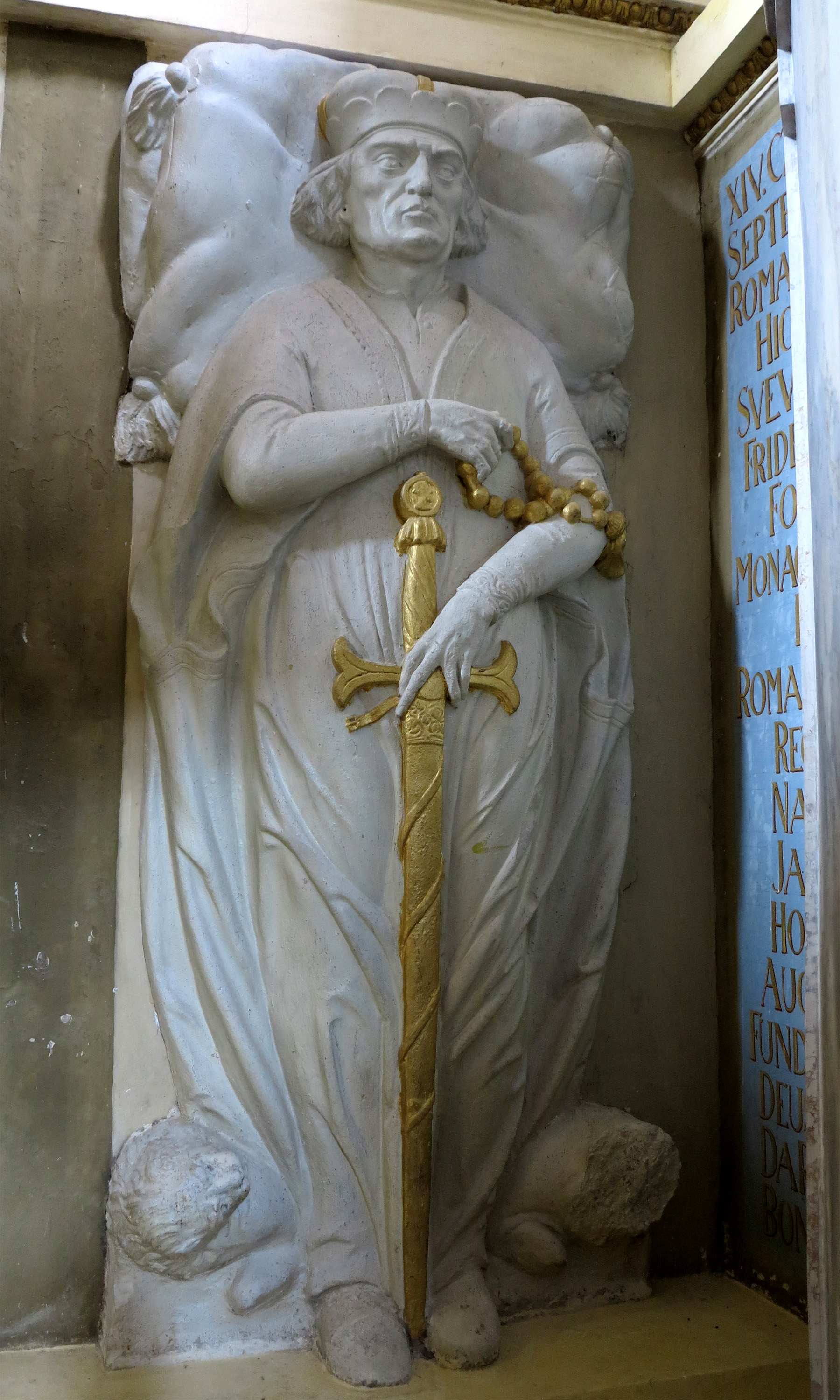
フリードリヒ4世の墓像（エーブラハ修道院

フリードリヒ4世（ドイツ語：Friedrich IV., 1144/5年 - 1167年8月19日）またはフリードリヒ・フォン・ローテンブルク（Friedrich von Rothenburg）は、シュヴァーベン大公（在位：1152年 - 1167年）。

## 生涯
フリードリヒはローマ王コンラート3世とゲルトルート・フォン・ズルツバッハの息子で、ローテンブルク付近に領地があったことから、「ローテンブルク公」と自ら名乗った。1152年に父コンラート3世が死去した時にはフリードリヒはまだ幼年で、従兄弟フリードリヒ1世（バルバロッサ）が国王選挙の投票者との交渉を通して支配を確実なものとしていたため、最終的にコンラート1世がローマ王に選出された。国王となったフリードリヒ1世により、フリードリヒはシュヴァーベン大公に任じられ、公領を支配した。フリードリヒ・フォン・ローテンブルクはシュヴァーベン大公としては「フリードリヒ4世」とされる。
1157年、フリードリヒ4世は騎士とされ、フリードリヒ1世のイタリア遠征に参加した。1165年、フリードリヒ4世はチュービンゲン宮中伯のヴェルフ家に対するフェーデにおいてチュービンゲン宮中伯を支援した。この結果、ホーエンシュタウフェン家とヴェルフ家の対立が激化した。1166年、フリードリヒ1世はウルムで開かれた帝国議会において、この対立を解決させることができた。とりわけ、フリードリヒ4世とヴェルフ家のザクセン公・バイエルン公ハインリヒ獅子公の12歳の娘ゲルトルートとの結婚によってそれは実現した。
1167年、フリードリヒ4世はフリードリヒ1世に率いられた帝国軍とともにイタリアに入った。しかし、同年8月、帝国軍の大部分が伝染性の病気、おそらく赤痢にかかってしまった。そして1167年8月19日にフリードリヒ4世は病により死去した。フリードリヒ4世自身がシェーフタースハイムに創建したプレモントレ会修道院には埋葬されず、エーブラハのシトー会修道院に埋葬された。フリードリヒ4世の墓は1650年より、修道院教会の聖歌隊祭壇の後ろの南壁龕内に安置されており、その左側には母ゲルトルート・フォン・ズルツバッハの墓が安置されている。フリードリヒ4世の墓像は17世紀のものとされ、母ゲルトルートものは16世紀初めのものとされている。
フリードリヒ4世とまだ幼いゲルトルートとの短い結婚生活では子供が生まれなかったため、皇帝フリードリヒ1世はフリードリヒ4世の死後シュヴァーベン大公位を自らの長男フリードリヒ5世に与えた。ゲルトルートは1177年に後にデンマーク王となるクヌーズ6世と再婚した。ゲルトルートは1197年7月1日に死去し、ヴェーに埋葬された。ヴェーは17世紀までデンマーク領（現在はスウェーデン南部）であったスコーネ地方にあった。
フリードリヒ4世はローマ王コンラート3世の最後に生き残っていた息子であった。フリードリヒ4世の死によりコンラート3世の系統は断絶し、その所領は皇帝フリードリヒ1世が手に入れた。1167年、フリードリヒ1世はわずか3歳の長男フリードリヒ5世をシュヴァーベン大公に任じた。